# 阿让蒂耶尔
阿让蒂耶尔（法語：Argentières，法語發音：[aʁʒɑ̃tjɛʁ] ⓘ）是法国塞纳-马恩省的一个市镇，属于默伦区。

## 地理
阿让蒂耶尔（48°39'13"N, 2°52'4"E）面积2.57 平方千米，位于法国法蘭西島大區塞纳-马恩省，该省份为法国北部内陆省份，北起瓦兹省，西接埃松省、马恩河谷省、塞纳-圣但尼省和瓦兹河谷省，南至卢瓦雷省，东南接约讷省，东临马恩省和奥布省，东北接埃纳省。
与阿让蒂耶尔接壤的市镇（或旧市镇、城区）包括：博瓦尔、布里地区绍姆。

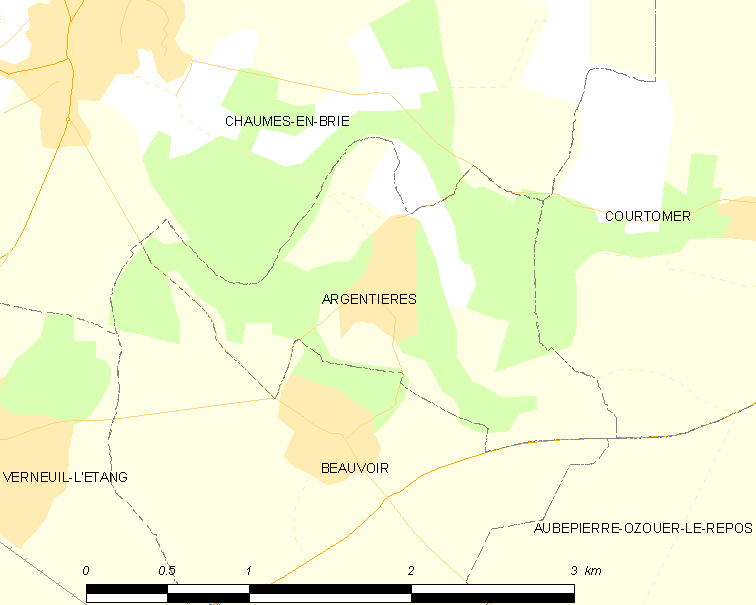
阿让蒂耶尔的OSM定位图

阿让蒂耶尔的时区为UTC+01:00、UTC+02:00（夏令时）。

## 行政
阿让蒂耶尔的邮政编码为77390，INSEE市镇编码为77007。

## 政治
阿让蒂耶尔所属的省级选区为楠日县。

## 人口

1962-2008年间阿让蒂耶尔人口变化图示

阿让蒂耶尔于2022年1月1日时的人口数量为352人。